# Bejt Arif
Bejt Arif (hebrejsky: בֵּית עָרִיף, v oficiálním přepisu do angličtiny: Bet Arif, přepisováno též Beit Arif) je vesnice typu mošav v Izraeli, v Centrálním distriktu, v Oblastní radě Chevel Modi'in.

## Geografie
Leží v nadmořské výšce 59 metrů v hustě osídlené a zemědělsky intenzivně využívané pobřežní nížině, nedaleko od jižního okraje Šaronské planiny, nedaleko od úpatí kopcovitých oblasti v předhůří Judeje a Samařska.
Obec se nachází 19 kilometrů od břehu Středozemního moře, cca 17 kilometrů jihovýchodně od centra Tel Avivu a cca 88 kilometrů jižně od centra Haify. Leží v silně urbanizovaném území, na východním okraji aglomerace Tel Avivu. 6 kilometrů na jihozápad leží město Lod. Vesnice je na východní straně stavebně propojena s městem Šoham. 4 kilometry západním směrem od mošavu se rozkládá Ben Gurionovo mezinárodní letiště. Bejt Arif obývají Židé, přičemž osídlení v tomto regionu je etnicky převážně židovské.
Bejt Arif je na dopravní síť napojen pomocí místní silnice číslo 453 a místních komunikací v rámci města Šoham.

## Dějiny
Bejt Arif byl založen v roce 1951. Jménem navazuje na vysídlenou arabskou vesnici Dejr Tarif, která tu stávala do roku 1948 a která navazovala na starověké osídlení regionu. V římském období byla nazývána Bethariph. V roce 1931 v této arabské vesnici žilo 1246 lidí v 291 domech. Stála tu základní chlapecká škola založená roku 1920 a mešita. V červenci 1948 během války za nezávislost vesnici Dejr Tarif v rámci Operace Danny dobyla izraelská armáda a arabské osídlení tu skončilo. Zástavba vesnice pak byla zbořena, s výjimkou objektu školy.
Zakladateli mošavu Bejt Arif byla skupina Židů z Bulharska, která sem dorazila již roku 1949 a pobývala v opuštěné arabské vesnici. Počátkem 50. let 20. století ale pár set metrů odtud začala skupina židovských přistěhovalců z Jemenu budovat nové domy. Mezi oběma skupinami došlo k neshodám, po kterých bulharští Židé lokalitu roku 1953 opustili a přesunuli se o pár kilometrů na jih do vesnice Ginaton. Jemenští Židé na místě zůstali.
Vesnice se původně nazývala Achlama (אחלמה). To bylo inspirováno citátem z biblické Knihy Exodus 39,12, ve které je zmiňován výčet drahých kamenů - „v třetí řadě opál, achát a ametyst“ Názvosloví inspirované drahými kameny bylo v tomto regionu použito pro pojmenování několika dalších vesnic: Nofech, Šoham a Bareket.
Správní území vesnice dosahuje cca 1600 dunamů (1,6 kilometru čtverečního). V prostoru mošavu se nacházejí stavební pozůstatky z byzantského období. Stojí tu zhruba 100 rodinných hospodářství a další desítky rodinných domů zbudovaných v nové čtvrti.

## Demografie
Podle údajů z roku 2014 tvořili naprostou většinu obyvatel v Bejt Arif Židé (včetně statistické kategorie "ostatní", která zahrnuje nearabské obyvatele židovského původu ale bez formální příslušnosti k židovskému náboženství).
Jde o menší obec vesnického typu s dlouhodobě rostoucí populací. K 31. prosinci 2014 zde žilo 1126 lidí. Během roku 2014 populace stoupla o 2,8 %.
| Rok            | 1961 | 1972 | 1983 | 1995 | 2001 | 2003 | 2004 | 2005 | 2006 | 2007 | 2008 | 2009 | 2010 | 2011 | 2012 | 2013 | 2014 |
| -------------- | ---- | ---- | ---- | ---- | ---- | ---- | ---- | ---- | ---- | ---- | ---- | ---- | ---- | ---- | ---- | ---- | ---- |
| Počet obyvatel | 490  | 556  | 461  | 527  | 606  | 633  | 647  | 686  | 724  | 751  | 779  | 983  | 1047 | 1060 | 1065 | 1095 | 1126 |